# Scuola della Beata Vergine della Consolazione detta della Cintura
La scuola de la Madona de la cintura abritait une école de dévotion et de charité de la ville de Venise. Elle est située sur le campo Sant'Isepo dans le sestiere de Castello.

## Historique
Cette schola a été fondée en 1661 . La schola, ainsi que de la Madona de la Cintura » a été aussi appelée de Constantinople, grâce à une ancona (icône) en argent de style Veneto-byzantin, qui a été créé à Venise au début du XIIIe siècle, mais la légende était venue de Constantinople, où elle a été vénérée comme image miraculeuse. 
La schola avait son siège dans l'église Sant'Isepo et chaque année, le 31 août (fête du saint patron), les frères amènent en procession l'image sacrée, conservée au cours de l'année dans une boîte, fermée par une ceinture. De telles  ceintures étaient souvent prêtées par les religieuses augustines aux femmes enceintes, de sorte que par foi elles doivent couvrir leurs hanches et être ainsi soutenues dans le moment de la douleur de l'accouchement.
Après la chute de la République et la répression de la schola à la suite des édits napoléoniens, la sainte ancona resta vénérée dans l'église Sant'Isepo jusqu'en 1912, date à laquelle les visitandines, qui avaient pris la relève des Augustins, partirent s'installer définitivement à Trévise., amenant la Madonna de la Cintura.